# Кроки імператора
«Кроки імператора» — радянський художній телефільм 1991 року режисера Олега Рябоконя, екранізація повісті «Підпоручик Кіже» Юрія Тинянова.

## Сюжет
Імператор Павло — дріб'язковий, прискіпливий і неврівноважений монарх, самодур на троні, він одержимий ідеєю «зцілити Росію» і мріє «вибити Потьомкінський дух» з підданих. Вирушаючи подорожувати, Павло вимагає, щоб не було ніяких «потьомкінських сіл», тому що його подорож, це «не як у матінки».
Одного разу, відпочиваючи після обіду, імператор був розбуджений криком «караул!» під своїми вікнами. Павло розгніваний — невідомий, який кричав під вікнами, так і не був знайдений, незважаючи на ретельний розшук. Імператору подають на підпис наказ з помилкою писаря, і він його затверджує — неіснуючий підпоручик Кіже призначений на варту, а існуючий поручик Сінюхаєв оголошений померлим. Командир полку, в якому служить поручик, розуміє, що сталося прикре непорозуміння — але зробити нічого не можна, воля імператора повинна бути виконана точно і беззаперечно. Підпоручика Кіже призначають у варту, а у Сінюхаєва забирають мундир, адже «небіжчику» він вже не потрібен. Барон Аракчеєв подає прохання поручика Сінюхаєва щодо визнання того живим, чим тільки накликає на себе немилість государя.
Скориставшись слушною нагодою, Павлу доповідають, що «караул» кричав саме підпоручик Кіже, і монарший гнів не забарився — після прочуханки батогами «секретного арештанта, що не має тіла», конвоюють до Сибіру. Придворна фрейліна, дізнавшись обставини заслання підпоручика, приймає його за свого невдалого коханого, який насправді і потривожив сон імператора. Фаворитка Павла Катерина Нелідова береться допомогти нещасній фрейліні. Дізнавшись про романтичну історію кохання фрейліни і підпоручика Кіже, сентиментальний імператор повертає засланця назад, робить його поручиком і одружує на фрейліні. Викликаючи загальну цікавість, фрейліна змушена вінчатися одна, оскільки наречений «затриманий для особливих доручень». Незабаром у поручика народився син, за чутками, схожий на нього. Заклопотаний пошуками вірної людини, Павло бачить такого в поручику Кіже, і той робить стрімку кар'єру — капітан, через лічені хвилини стає полковником, а потім і генералом. Дружина Кіже залишилася вельми задоволена існуючим станом речей, оскільки подружнє місце генерала завжди зігрівалося якимось офіцером або цивільним. Імператор вимагає генерала Кіже до себе, але йому доповідають, що той «небезпечно захворів» і трохи пізніше «помер». Незабаром після «смерті» генерала-фантома відповідно з офіційною заявою вмирає і сам Павло.

## У ролях
- Олександр Філіппенко —  Павло I
- Олександр Хочинський —  оповідач
- Аркадій Коваль —  поручик Сінюхаєв
- Ернст Романов —  Нелединський-Мелецький
- Андрій Толубєєв —  барон Олексій Аракчеєв
- Олександр Дем'яненко —  командир полку
- Микола Мартон —  Саблуков, ад'ютант імператора
- Іван Мокєєв —  батько Сінюхаєва
- Тамара Лебедєва —  Катерина Нелідова
- Станіслав Фесюнов —  придворний
- Олег Єфремов —  придворний
- Володимир Карпенко —  придворний
- Герман Колушкін —  конвоїр
- Станіслав Концевич —  аудитор
- Тамара Абросимова —  Катерина II
- Дмитро Піддубний —  чиновник канцелярії
- Валерій Доронін —  гонець
- Володимир Землянський —  вартовий
- Валерій Захар'єв — епізод
- Людмила Безугла — епізод
- Олена Майорова — епізод
- Наталія Кадочникова

## Знімальна група
- Автор сценарію:  Лев Мархасєв
- Режисер:  Олег Рябоконь
- Оператор: Ігор Попов
- Художник: Лариса Луконіна  Олексій Рудяков
- Композитор:  Вадим Шеповалов
- Балетмейстер:  Галі Абайдулов